# Ровета
Ровета (итал. Rovetta) је насеље у Италији у округу Бергамо, региону Ломбардија.
Према процени из 2011. у насељу је живело 2534 становника. Насеље се налази на надморској висини од 646 м.

## Становништво
Према резултатима пописа становништва 2011. у општини је живело 3.953 становника.
| 1931. | 1936. | 1951. | 1961. | 1971. | 1981. | 1991. | 2001. | 2011. |
| ----- | ----- | ----- | ----- | ----- | ----- | ----- | ----- | ----- |
| 2.105 | 1.811 | 2.112 | 2.033 | 2.147 | 2.535 | 2.806 | 3.370 | 3.953 |

## Партнерски градови
- Vilafant